# Dipendenza da nicotina
La dipendenza da nicotina è uno stato di dipendenza dalla nicotina. Ci sono diversi modi per valutare tale forma di dipendenza. Alcune valutazioni si concentrano sui risultati sulla dipendenza fisica, come lo sviluppo di tolleranza, che permette alle persone di fumare in modo eccessivo. Altre valutazioni intravedono altri meccanismi alla base della dipendenza. Queste diverse valutazioni caratterizzano l'incertezza del diagnosticare se una persona è o non è dipendente.
La dipendenza da nicotina è un problema in alcuni gruppi di persone, come quelli con una malattia mentale concomitante. Ci sono trattamenti terapeutici che includono sia i farmaci, sia interventi psicosociali che possono aumentare notevolmente le probabilità per un fumatore di smettere con successo.

## Definizione
La dipendenza da nicotina si sviluppa nel tempo, quanto più una persona continua a fumare. Il rischio per lo sviluppo di dipendenza e il tempo intercorso prima di diventare dipendenti differisce da persona a persona, e sulla sua quantificazione non c'è un chiaro consenso.
Il fumare quotidianamente in modo pesante produce sintomi di astinenza come ad esempio sollecitare a fumare di più, evidenzia stati d'animo negativi e difficoltà di concentrazione, quando la persona smette di fumare. Questi sintomi di astinenza sono così spiacevoli che i fumatori molto spesso ritornano al fumo. Tuttavia, mentre si sa che cosa fa la dipendenza da nicotina, che provoca gravi sintomi di astinenza e di ricadute, è difficile misurare la dipendenza da nicotina oltre a queste chiare evidenze.
Da un punto di vista clinico, la dipendenza da nicotina è stata classificata come una malattia cronica recidivante. In altre parole, è un disturbo a lungo termine che può avere periodi di ricaduta e remissione che richiedono ripetuti interventi, simili ad altre condizioni croniche come il diabete mellito o l'ipertensione arteriosa. Questa prospettiva rafforza l'idea che la dipendenza da nicotina non è semplicemente una cattiva abitudine, ma una malattia reale che richiede un trattamento specifico.